# Трасна (деревня)
Трасна — деревня в Зарайском районе Московской области, в составе муниципального образования сельское поселение Машоновское (до 29 ноября 2006 года входила в состав Черневского сельского округа).

## Население
| 2002 | 2006 | 2010 |
| ---- | ---- | ---- |
| 36   | ↘13  | ↗36  |

## География
Трасна расположено в 12 км на запад от Зарайска, на малой реке Тросненка (бассейн Осетра), высота центра деревни над уровнем моря — 164 м.

## История
Трасна впервые в исторических документах упоминается в Платёжных книгах 1594 года. В 1858 году в деревне числилось 100 дворов и 429 жителей, в 1884 году — 0 жителей, в 1906 году — 103 двора и 826 жителей. В 1929 году был образован колхоз «Подарок Октября», с 1950 года — в составе колхоза «Красный маяк», с 1960 года — в составе совхоза «40 лет Октября».
В Трасне на 2016 год 1 улица Дачная, деревня связана автобусным сообщением с райцентром и соседними населёнными пунктами. Дмитровская церковь известна с XVI века, в 1823 году была построена каменная церковь с Никольским приделом, которую сломали в середине XX века.